# チェケラッチョ!! in TOKYO
『チェケラッチョ!! in TOKYO』（チェケラッチョインとうきょう）は、フジテレビ系列で放送されていた『青春★ENERGY』で2006年4月12日から6月15日まで放送されたテレビドラマ。映画『チェケラッチョ!!』の続編。

## 概要
喜屋武茂雄先生が赴任した東京の高校の廃部寸前の放送部を舞台に、映画『チェケラッチョ!!』のその後を描く。放送部員がラップによって成長していく。

## キャスト
- 青葉拓実：窪田正孝
- 九条三平：木村了
- 綱田慎吾：加治将樹
- 大木悟：渡部豪太
- 喜屋武茂雄：川田広樹（ガレッジセール）

## スタッフ
- 企画：瀧山麻土香
- 脚本：酒井雅秋
- 台本監修：秦建日子
- プロデュース：鹿内植 、竹田浩子
- 演出：大木綾子、加藤裕将、小林和宏

## サブタイトル
1. ラップだYO!
2. ヤギでラップだYO
3. ラブでラップだYO
4. 友情ラップだYO!
5. 最強のもてラップ
6. 留学かラップか!?
7. テレビ局でラップ!?
8. 東京砂漠の奇跡さ!（前編）
9. 東京砂漠の奇跡さ!（後編）
10. 涙のライブだYO

## CD
ROM-4「Keep It Goin'On」
1. Keep It Goin'On
2. Keep It Goin'On (SUNSHINE REMIX)
3. Keep It Goin'On ～instrumental～